# Idaho Central

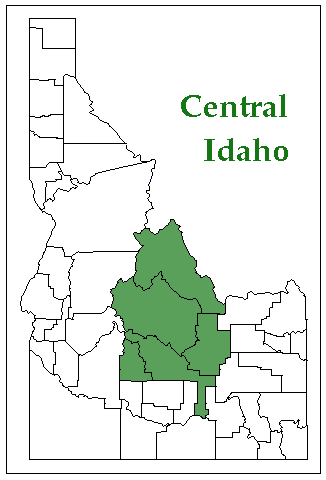
Idaho Central (em verde

O Idaho Central é uma região do estado do Idaho, EUA. Localiza-se a nordeste de Boise e sudeste de Lewiston. É denominado pelas terras federais, administradas pelo Serviço Florestal dos Estados Unidos e o Departamento de Terra e Gestão. A montanha mais alta de Idaho, a Borah Peak, se localiza na região. Uma grande parte da Área Nacional de Recreação Sawtooth está também em Idaho Central.

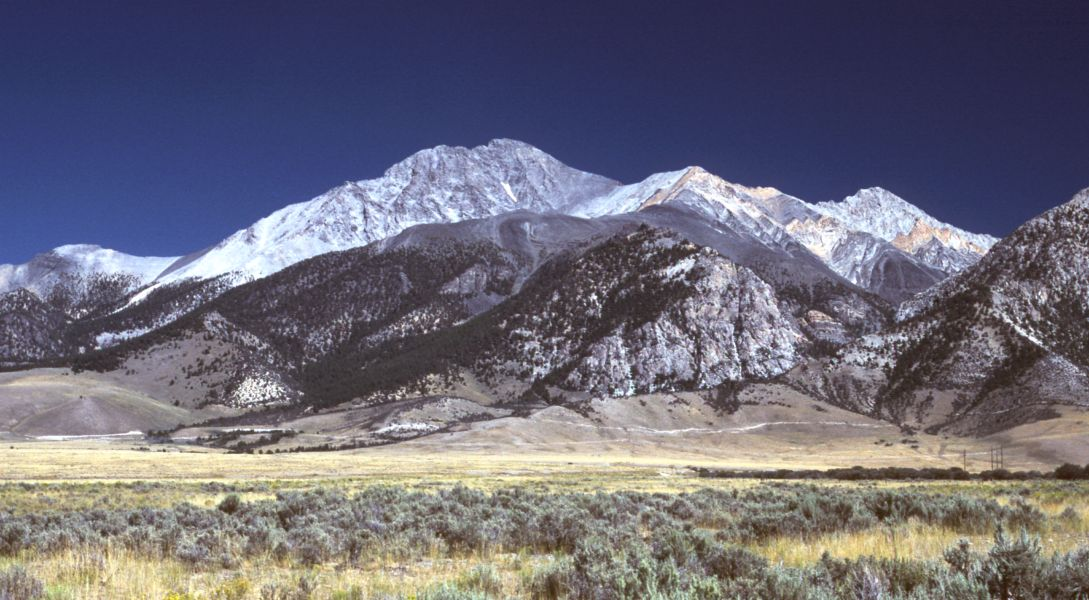
Borah Peak, visto do leste

Os condados de Blaine, Butte, Camas, Custer e Lemhi fazem parte da região.

## Cidades
- Arco
- Bellevue
- Carey
- Challis
- Fairfield
- Hailey
- Ketchum
- Mackay
- Picabo
- Salmon
- Stanley
- Sun Valley